# Provinz Jorge Basadre
Die Provinz Jorge Basadre ist eine von vier Provinzen der Region Tacna im äußersten Süden von Peru. Die im Jahr 1988 gegründete Provinz hat eine Fläche von 2929 km². Beim Zensus 2017 betrug die Einwohnerzahl 10.773. Im Jahr 1993 lag sie bei 12.175, im Jahr 2007 bei 9872. Verwaltungssitz ist die Kleinstadt Locumba. In der Provinz befindet sich die Toquepala-Mine, wo im Tagebau Kupfer und andere Metalle abgebaut werden. Benannt wurde die Provinz nach Jorge Basadre Grohmann (1903–1980), einem peruanischen Historiker.

## Geographische Lage
Die Provinz liegt im Westen der Region Tacna. Sie erstreckt sich über einen etwa 30 km breiten Küstenabschnitt an der Pazifikküste. Die Längsausdehnung in NNO-SSW-Richtung beträgt 85 km. Im Nordnordosten reicht die Provinz bis an die Ausläufer der peruanischen Westkordillere. Das wüstenhafte, aride Gebiet wird von dem Fluss Río Locumba durchflossen.
Die Provinz Jorge Basadre grenzt im Westen an die Region Moquegua, im Norden an die Provinz Candarave sowie im Osten an die Provinz Tacna.

## Verwaltungsgliederung
Die Provinz Jorge Basadre besteht aus den folgenden drei Distrikten. Der Distrikt Locumba ist Sitz der Provinzverwaltung.
| Distrikt | Verwaltungssitz |
| -------- | --------------- |
| Ilabaya  | Ilabaya         |
| Ite      | Ite             |
| Locumba  | Locumba         |